# 姫路みなと祭海上花火大会
姫路みなと祭海上花火大会（ひめじみなとまつりかいじょうはなびたいかい）は、兵庫県姫路市姫路港内で開催される花火大会。主催者は姫路みなと祭協賛会である。

## 概要
港内に浮かべた台船や埠頭から花火を打ち上げることから、都市部で開催される花火大会の中では比較的至近距離で観覧できることが特徴。2019年の開催時には、10号球を含む6000発が用意された。
2020年及び2021年は新型コロナウイルス感染症の流行のため中止となった。また、2022年及び2023年も打ち上げ場所に近い旅客ターミナルエリアが工事期間であったため中止となった。
旅客ターミナルエリアの工事が進んだことから、2024年に5年ぶりの開催が発表され、9月21日（予備日は9月22日）に約5000発が打ち上げられる予定である。

## 出来事
- 2018年 - 平成30年台風第12号接近のため中止。
- 2019年 - 台船上でケガ人が出たため、フィナーレなど一部が中止[3]。
- 2020年及び2021年 - 新型コロナウイルス感染症の流行のため中止[1]。
- 2022年及び2023年 - 旅客ターミナルエリアが工事中のため中止[1]。

## アクセス
- 山陽電鉄飾磨駅から無料の臨時バスを運行（2019年）